# Chatsworthski Apolon
Chatsworthski Apolon ali Chatsworthska glava je bronasta glava v naravni velikosti iz okoli 460 pr. n. št., ki je zdaj v Britanskem muzeju v Londonu.

## Opis
Glava je bila prvotno del popolnega kipa, najverjetneje (glede na dolge, kodraste lase) Apolona, sestavljenega iz različnih delov (npr. glava, roke, noge, nekateri kodri las), ulitih v tehniki izgubljenega voska, ki so bili nato združeni v celoto, noga tega kipa je v Louvru (št. 69). Njegove oči so bile verjetno prvotno iz stekla, marmorja ali  slonovine, bile so v preostalih bronastih ploščah, ki štrlijo navzven in tvorijo trepalnice. Zdi se, da so bile njegove ustnice prevlečene z rdečkastim bakrom, da bi posnemale naravno barvo. 

## Odkritje
Leta 1834 je Louvru uspelo kupiti prvi velik bronasti kip, ki so ga našli v Italiji blizu otoka Elbe. Dve leti kasneje je bil v bližini Tamasosa na Cipru odkrit celoten kip, ki so ga našli lokalni prebivalci in ga povlekli iz njegovega položaja z uporabo volov. Med prenašanjem so se kipu zlomile noge, roke in trup. 

## Izvor
Glavo je kupil 6. vojvoda Devonshirski v Smirni. Leta 1838 mu jo je prodal H. P. Borrell.  Drugi deli kipa so bili izgubljeni, vendar se domneva, da noga v Louvru  pripada temu kipu. 
Šesti vojvoda Devonshirski in njegovi nasledniki so ga hranili v svojem dvorcu (Chatsworth House), po katerem je dobil ime. Leta 1930 so ga posodili Muzeju Fitzwilliam v Cambridgeu, leta 1958 pa ga je Britanski muzej dobil od 11. vojvode. Kataloški sklic je 1958 0418 1 in je na ogled v sobi 15.

## Nenavadna lastnost glave
Majhen, stranski del zadnjega dela glave na ravni oči je bil odstranjen morda zato, da bi omogočil prehod svetlobe, ki bi osvetlila oči kipa. Morda je bila glava postavljena tako, da je izkoristila to značilnost v templju ali položaj sonca v določenem času leta, a to je le domneva.